# Каменев, Валериан Константинович
Валериа́н Константи́нович Ка́менев (1822—1874) — русский живописец-пейзажист, академик Императорской Академии художеств.

## Биография
Родился в 1822 году в Новгородской губернии в семье дворянина. В 1832—1833 годах обучался в Петрозаводском духовном училище, затем — в Олонецкой губернской мужской гимназии. Затем учился в Новгородской гимназии и, не окончив её, в 1838 году, по протекции отца поступил на службу в уголовную палату, затем в губернскую канцелярию. С 1841 года, переехав в Санкт-Петербург и продолжая оставаться на службе, начал в качестве постороннего ученика заниматься в Императорской Академии художеств. Состоял на службе в Департаменте уделов, где с 1845 года был помощником начальника в удельной конторе. В 1848 году ему было присвоено звание неклассного художника, и с этого же времени он начал выставлять свои пейзажи на академических выставках (1850—1853, 1857—1864, 1867, 1874). С 1850 года служил в Департаменте герольдии Правительствующего Сената.
В 1853 году был признан «назначенным» в академики, а в 1857 году за картину «Вид на острове Голодае близ Петербурга» получил звание академика. В том же году перешёл на службу в департамент Министерства юстиции.
В 1858 году принял решение оставить государственную службу и стать профессиональным художником. В 1859 году совершил путешествие по странам Европы, во время которого посетил Германию, Францию, Бельгию, Швейцарию, Италию и откуда привёз много этюдов и эскизов. После возвращения в Россию начал преподавать рисование в Морском кадетском корпусе (1858—1864), Инженерном и  артиллерийском училище Морского ведомства, Гимназии Видемана (1860—1869), 7-й Санкт-Петербургской мужской гимназии (1862—1869). С 1869 года преподавал Гатчине: в Сиротском институте и женской гимназии.
Умер 14 (26) декабря 1874 года в Гатчине. Похоронен на Гатчинском кладбище.

## Творчество
Работы В. К. Каменева имеются в Государственной Третьяковской галерее, Таганрогской картинной галерее, Сочинском художественном музее. Он работал как пейзажист — писал виды Петербурга и окрестностей (острова Петровский, Крестовский, Голодай), Финляндии (Гельсингфорс, водопады Кивач, Кюро). Кроме того, написал портреты; создал ряд образов для церкви лейб-гвардии Кирасирского полка, написал портреты Павла I, императриц Марии Фёдоровны и Марии Александровны, принца П. Г. Ольденбургского для различных государственных учреждений.
Занимался офортом.

## Галерея
- Известные работы
- Вид окрестностей города Гатчины
- Жатва
- Закат в окрестностях Петербурга. Лахта
- Утро под Петербургом